# تور آندره اسکیملند آشیم
تور آندره اسکیملند آشیم (انگلیسی: Tor André Skimmeland Aasheim؛ زادهٔ ۶ مارس ۱۹۹۶) بازیکن فوتبال اهل نروژ است که در پست وینگر برای استورد بازی می‌کند.
وی  در تیم‌های ملی فوتبال زیر ۱۵ سال نروژ, زیر ۱۶ سال نروژ, زیر ۱۷ سال نروژ, زیر ۱۸ سال نروژ، و زیر ۱۹ سال نروژ بازی کرده است.